# Γ-己内酯
γ-己内酯（英語：γ-hexalactone），别名乙基丁内酯，是一种内酯化合物，化学式C6H10O2。天然存在于许多动植物中，同时也是一种可食用香精。

## 性质与用途
γ-己内酯外观上为无色液体，具有温和香豆素样药草气味或烟草味，以及甜和浓郁的焦糖样和香豆素样味道。熔点为-22.87°C、沸点211.41 °C，水中溶解度为32.19 g/L。
工业上主要用作香精、常用作香豆素的修饰剂，如用在薰衣草、香薇以及用橡苔作香增甜剂等香型中。在食品香精中运用较广，利用其浓甜而带奶甜香味，可用作奶油、蜜香、香荚兰、焦糖、果香和烟草香精。能与香兰素很好协调，以此在香荚兰和奶油香精中来代替不可食用香豆素。
2015年根据国际日用香精协会（IFRA）统计，γ-己内酯全球消耗量约为1-10吨。

## 自然分布
γ-己内酯在自然界中存在于许多动植物中，如陆地棉、芒果树、美远志、百香果、西印度樱桃、杏子、桃、油桃、覆盆子、黑莓、波森莓、茶叶、烟草等。动物中可见于奶以及奶制品中。
对于杏子而言，γ-己内酯是成分最多的几种内酯类特征风味物质之一，其存在R和S两种对映异构体，R构型在杏子中占总γ-己内酯含量的69-96%。
R构型的γ-己内酯是黑斑皮蠹（Trogoderma glabrum）和谷斑皮蠹（Trogoderma granarium）的性信息素之一。
在牛肉中，γ-己内酯是牛肉大理石花纹中特征香味成分之一，其由亚油酸经酶转化得到。

## 制备
γ-己内酯有多种制备方式，包括：
- 山梨酸在85°C醋酸溶液中采用ZnCl2-浓盐酸（卢卡斯试剂）或SnCl2-浓盐酸进行还原得到
- 环氧乙烷和钠代丙二酸酯（Sodio Malonic Ester，Na[CH(COOR)2]）反应制取得到
- 正丙醇和丙烯酸甲酯在二叔丁基过氧化物作用下反应得到。